# Zoltán Kodály
Zoltán Kodály (ur. 16 grudnia 1882 w Kecskemécie, zm. 6 marca 1967 w Budapeszcie) – węgierski kompozytor, etnograf i pedagog.

## Życiorys
Urodził się w Kecskemét. Rodzice Frigyes i Paulina cenili sobie muzykę, sami grali na instrumentach. Ojciec na skrzypcach, a matka nie tylko grała na fortepianie, ale również śpiewała. Matka Paulina Jalovetzky miała polskie pochodzenie. Jej dziadek Michał Jałowiecki, uczestnik Konfederacji barskiej, musiał uchodzić z Polski. Kodály w dzieciństwie mieszkał w Galáncie, gdzie ukończył szkołę powszechną, natomiast do gimnazjum uczęszczał w Nagyszombat. Uczył się też w tym czasie muzyki oraz pisał pierwsze utwory. Studiował w Budapeszcie na uniwersytecie i Akademii Muzycznej (kompozycja u Hansa Koesslera). Razem z Bélą Bartókiem prowadził badania etnograficzne, które zaowocowały wydaniem zbioru Magyar népdalok. Kodály doktoryzował się na uniwersytecie w 1906 na podstawie dysertacji Budowa stroficzna węgierskich pieśni ludowych. Od 1907 wykładał w Akademii Muzycznej w Budapeszcie – początkowo teorię muzyki, a następnie kompozycję. Pracował tam do momentu przejścia na emeryturę. Po II wojnie światowej w 1945 roku został prezesem Węgierskiej Rady Sztuki. Pełnił również funkcję przewodniczącego Międzynarodowej Rady Muzyki Ludowej oraz honorowego prezydenta Międzynarodowego Towarzystwa Edukacji Muzycznej. Trzykrotnie w 1948, 1952 i 1957 otrzymał nagrodę Kossutha.

## Twórczość kompozytorska
Jako kompozytor Kodály czerpał z węgierskiej muzyki ludowej, a jego twórczość krzyżuje w sobie elementy stylu klasycznego, neoromantycznego oraz impresjonistycznego. Nawiązywał też do muzyki renesansu i baroku. Komponował i opracowywał pieśni, utwory chóralne (zajmujące szczególne miejsce w jego twórczości), a także dzieła instrumentalne i opery. Twórczość Kodálya była podporządkowana idei stworzenia stylu narodowego oraz edukowania społeczeństwa.
Utwory Kodálya zaczęły zyskiwać popularność w latach 20., gdy kompozytor rozpoczął współpracę z Universal Edition.

## Metoda Kodálya
Jako pedagog zreformował system nauczania muzyki w szkolnictwie węgierskim. Jest uznawany za twórcę tzw. metody Kodálya. Jest to metoda kształcenia muzycznego poprzez uczenie dzieci śpiewania prostych i znanych piosenek ludowych. W trakcie śpiewu dzieci uczą się wykonywać ręką gesty, które pomagają im zachować intonację i zapamiętać melodię. Nazywa się to „śpiewaniem razem z ręką”. Metoda Kodalya jest znana na całym świecie, a nawet powstały jej narodowe adaptacje często różniące się pomiędzy sobą. W 2016 roku metoda została wpisana przez UNESCO do rejestru dobrych praktyk w dziedzinie ochrony niematerialnego dziedzictwa kulturowego ludzkości.

## Najważniejsze utwory
- oratorium Assumpta est Maria (1901)
- uwertura Letni wieczór (1906)
- Sonata na wiolonczelę solo, op. 8 (1915)
- oratorium Psalmus Hungaricus (1923)
- opera Háry János (1926) – dużą popularnością cieszy się suita orkiestrowa z tej opery, po raz pierwszy wykonana w 1927, oraz uwertura, znana szerzej pod nazwą Uwertura Teatralna i uważana niekiedy za samodzielne dzieło
- opera Székelyfonó (Wieczór prządek) (1932)
- Tańce z Marosszék (wersja fortepianowa: 1927, wersja orkiestrowa: 1930)
- Tańce z Galánty (1933)
- oratorium Te Deum (1936)
- Wariacje na temat węgierskiej piosenki ludowej „Paw” (1938–1939) – napisane na zamówienie orkiestry Concertgebouw w Amsterdamie obchodzącej 50. rocznicę założenia
- Koncert na orkiestrę (1939–1940)
- oratorium Missa Brevis (1942)